# 雁塔区红星小学
西安市雁塔区红星小学，地处雁塔区大雁塔街道办事处后村。位于西影路561号，靠近大雁塔商场。沿红星街，位于乐游路和考古路之间。

## 历史沿革
红星小学原来是服务于后村，鲁家村和李家村三个村庄的村办小学。“文革”时期还是陕西师范大学附属中学的学农联系小学,（西安市大雁塔小学为陕师大附中的学工联系小学)。
1970～1980年代以来，随着西安城市的发展，逐渐成为位于城乡结合部的服务于乡村和周围单位的初等教育学校。服务的地域包括雁塔路以东，建设路以南（西安冶金建筑学院，即现在的西安建筑科技大学，有自己的附小），西影路以北，三兆和西安市第四十五中学以西的地域。服务的单位包括西北勘探设计院，西安宝石机械厂，西安电影制片厂，西安石油勘探仪器总厂后村研究所，西安测绘研究所等。学校于1970年代开始从三年级开设英语课。
1980年代初红星小学由原来的土坯教室新建了砖混结构的四层教学楼，学生数增加到八百余人。一位学生给当时的西安市市长张铁民的一封信，直接导致了发动服务单位将雨天泥泞的乐游路和红星路由土路改建成为煤渣路的解决工程。
1987年，红星小学参加了国家“七五”教育科学研究规划实验课题中的西安市雁塔区《目标教学课堂教学模式的实验研究》试验。
1997年在国家教委“九五”科学规划重点课题“目标教学的理论与实验研究”总课题下，作为目标教学实验的重点单位，红星小学承担了此项实验研究工作。
2001 在全国38个国家级实验区率先开展基础教育课程改革实验中，红星小学承担了此项实验研究工作。并且接受了2002年教育部对陕西省西安市雁塔区等12个课程改革实验区的工作进行了抽样评估。
这些试验主要是面向素质教育，包括信息技术、音乐和艺术课程（采用北师大实验教材《艺术》），班级组织的"谈心会"等心理辅导，以及通过目标教学和异步教学等方法提高大班教学的效果和防止两极分化。
由于城乡结合部，从二十一世纪开始，红星小学每学年接收七百余名打工子弟，并与本学区的学生同等对待，不但不收建校费，而且对少数贫困学生减半或免交借读费，帮助其顺利完成学业。现在学校有打工子女一千三百余人。在校生总数1684名。

## 荣誉
- 陕西省电化教学实验学校
- 陕西省优秀家长学校
- 西安市艺术特色学校
- 全国《贯彻体育工作条例》先进单位
- 西安市健康教育示范学校
- 西安市文明校园
- 西安市绿色学校
- 全国目标教学教育科研成果一等奖、二等获

## 地址和联系方法
位于大雁塔街道办事处后村。
- 地址: 西影路561号
- 邮政编码: 710054
- 电话: 29-5531587
- 交通: 24路公交车在大雁塔换乘400路公交车在铁设院下车。

## 评价
- 红星小学学校的基础建设与其他学校相比还有明显差距。
- 有学生家长反映红星小学向一年级新生收建校费500元等额外负担。

## 校长
- 1970~1980年代, 万校长
- 1999	亓小荣
- 现任校长 朱凤云